# Кали Учис
Карли Марина Лоејза (енгл. Karly Marina Loaiza; Александрија, 17. јул 1993), позната као Кали Учис (енгл. Kali Uchis), америчка је певачица и текстописац.

## Биографија
Рођена је 17. јула 1993. у Александрији. Отац јој је Колумбијац, а мајка Американка. Родитељи су јој се упознали крајем 1980-их, а отац јој се вратио у Колумбију док је она била у средњој школи. Преко оца је стекла колумбијско држављанство, а такође је живела у Переири, одакле јој је отац. Касније је проводила лета у Колумбији са својим оцем, ујацима и теткама. Током школске године живела је са мајком и старијом браћом и сестрама. У средњој школи је научила да свира клавир и саксофон. Често је бежала са часова да би провела време у фото-лабораторији, снимајући експерименталне кратке филмове.
Од 2020. у вези је са америчким репером Don Toliver. Изјаснила се да је бисексуалног опредељења, о чему је говорила и у песмама. У јануару 2024. објавила је вест да очекује прво дете са својим партнером.

## Дискографија
Студијски албуми
- (2018)
- (2020)
- (2023)
- (2024)